# Parque estatal de Prairie Creek

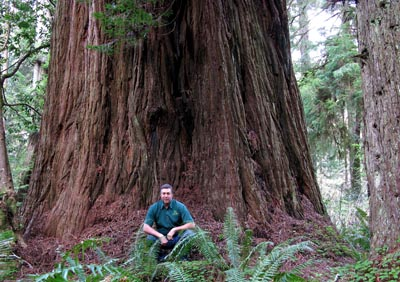
Un Arborista en Prairie Creek, junto a una Secuoya que llamó Iluvatar, en 2008. La tercera secuoya más grande conocida (2013).

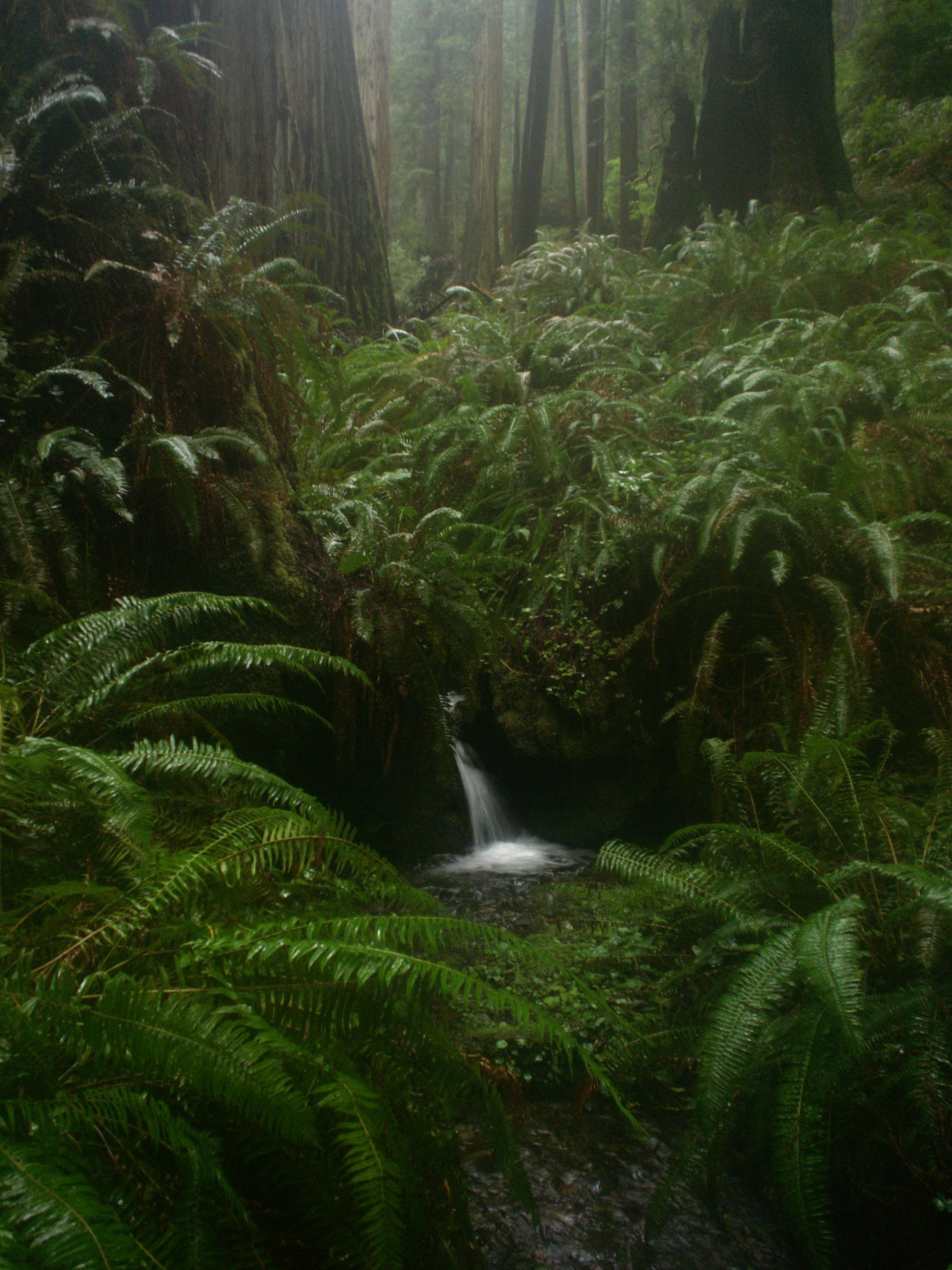
Una cascada pequeña en el sendero de Rhododendron.

El Parque estatal de Prairie Creek (Prairie Creek Redwoods State Park) es un parque estatal, localizado en el Condado de Humboldt (California, Estados Unidos), cerca la ciudad de Orick y a 80 km al norte de Eureka. El parque de 57 km² es un santuario para los bosques de secuoyas rojas.
El parque es conjuntamente dirigido por el Departamento de California de Parques y Recreación y el Servicio de Parques Nacionales y forma parte del Parque nacional Redwood. Estos parques (que incluyen el Parque Estatal de la costa del norte y el Parque estatal de Jedediah Smith) han sido en conjunto designados como Patrimonio de la Humanidad y Reserva de Biosfera Internacional.
El prado, con su población de ciervo de Roosevelt, está considerado el corazón del parque, localizado cerca del centro de información. Estas áreas abiertas de praderas dentro del bosque de secuoyas es conocido como prairies; y el parque toma su nombre de Prairie Creek (riachuelo) que fluye cercano el borde occidental del prado y a lo largo del lado oeste del parque. 

## Historia
Los Yurok, quienes tradicionalmente vivían cerca del ríoKlamath y a lo largo del océano Pacífico norte, principalmente se mantuvieron en las tierras de lo que hoy es el parque. Los Yurok, numerando no menos de cincuenta en total, se localizaban en Río Pequeño, (en el borde del sur del Parque Estatal de la costa del norte).
El parque fue creado en 1923 con una donación inicial por  el entonces dueño Zipporah Russ a la asociación Salvar a las Secuoyas. En 1931, la asociación había adquirido más terreno. Durante la Gran Depresión, un campamento del Cuerpo de Conservación de Civil se estableció en el parque, creando campings e instalando vallas en las fronteras del parque.